# Колдиневе (Белуно)
Колдиневе (итал. Coldineve) је насеље у Италији у округу Белуно, региону Венето.
Према процени из 2011. у насељу је живело 8 становника. Насеље се налази на надморској висини од 479 м.